# تپه قلعه حسرت
تپه قلعه حسرت مربوط به دوران‌های تاریخی پس از اسلام.دوره سلجوقیان است و در شهرستان بوئین‌زهرا، بخش آوج، روستای قهوج واقع شده و این اثر در تاریخ ۱۷ اسفند ۱۳۸۱ با شمارهٔ ثبت ۷۶۸۷ به‌عنوان یکی از آثار ملی ایران به ثبت رسیده است.